# Myrmeleon (Myrmeleon) frontalis
Myrmeleon (Myrmeleon) frontalis is een insect uit de familie van de mierenleeuwen (Myrmeleontidae), die tot de orde netvleugeligen (Neuroptera) behoort. 
Myrmeleon (Myrmeleon) frontalis is voor het eerst wetenschappelijk beschreven door Burmeister in 1839.